# Тэгтгрен, Петер
Петер Тэгтгрен (швед. Peter Tägtgren, родился 3 июня 1970 года) — шведский музыкант, композитор, мультиинструменталист, продюсер, режиссёр клипов, лидер дэт-метал группы Hypocrisy и создатель индастриал-метал проекта Pain. Кроме этого Тэгтгрен создал блэк-металический проект The Abyss, участвовал в супергруппах War (блэк-металлический проект, включающий музыкантов из Abruptum и Dark Funeral), Lock Up (грайндкор) и Bloodbath (дэт-метал). Тэгтгрен владеет собственной звукозаписывающей студией The Abyss и является известным музыкальным продюсером. В его студии записывались многие металические группы, включая Dimmu Borgir, Marduk, Sabaton, Therion, Children of Bodom, Immortal, Dark Funeral и Borknagar.
В одном из своих интервью Тэгтгрен заявил, что Hypocrisy является для него всего лишь хобби, а наибольшее предпочтение он отдаёт своей студии — Abyss Studio.
Тэгтгрен создал музыкальный проект Lindemann совместно с вокалистом Rammstein Тиллем Линдеманном.

## Музыкальные пристрастия
Большое влияние на Петера оказала группа Kiss, именно она вдохновила его стать музыкантом. Играть в направлении экстремальной музыки для Петера поспособствовала музыка группы Metallica, а также Venom и Possessed.

## Философия
Петер Тэгтгрен не хочет называть себя сатанистом, используя при этом слово ненавистник (дословно hateanist) по отношению к религии (в большей степени к христианству). Воспитывался в семье, по его словам, ненавидящей религию.

## Дискография
- 1992 — Hypocrisy — Penetralia (гитара, клавишные, ударные)
- 1993 — Hypocrisy — Osculum Obscenum (гитара, клавишные)
- 1994 — Hypocrisy — The Fourth Dimension (вокал, гитара, клавишные, продюсирование, микширование)
- 1995 — The Abyss — The Other Side (бас-гитара, ударные)
- 1996 — The Abyss — Summon the Beast (бас-гитара, ударные)
- 1996 — Hypocrisy — Abducted (вокал, гитара, клавишные, продюсирование, микширование)
- 1996 — Therion — (вокал в песне «Path of the Psychopath», запись которой можно услышать на компиляции Bells of Doom, выпущенной в 2001 году)
- 1997 — Hypocrisy — The Final Chapter (вокал, гитара, клавишные, ударные)
- 1997 — Therion — A’arab Zaraq – Lucid Dreaming (дополнительная лид-гитара в песне «Under Jolly Roger»)
- 1997 — Pain — Pain (все инструменты, вокал)
- 1999 — Pain — Rebirth (все инструменты, вокал)
- 1999 — Pain — End of the Line (все инструменты, вокал)
- 1999 — Pain — On and On (все инструменты, вокал)
- 1999 — Hypocrisy — Hypocrisy (гитара, вокал, клавишные)
- 1999 — Lock Up — Pleasures Pave Sewers (вокал)
- 2000 — Hypocrisy — Into The Abyss (вокал, гитара, клавишные)
- 2002 — Pain — Nothing Remains the Same (все инструменты, вокал)
- 2002 — Hypocrisy — Catch 22 (вокал, гитара, клавишные)
- 2004 — Hypocrisy — The Arrival (вокал, гитара, клавишные, микширование)
- 2004 — Bloodbath — Nightmares Made Flesh (вокал)
- 2005 — Pain — Dancing with the Dead (все инструменты, вокал)
- 2005 — Hypocrisy — Virus (вокал, гитара, микширование)
- 2007 — Pain — Psalms of Extinction (все инструменты, вокал)
- 2008 — Pain — Cynic Paradise (все инструменты, вокал)
- 2009 — Hypocrisy — A Taste of Extreme Divinity (вокал, гитара, микширование)
- 2011 — Pain — You Only Live Twice (все инструменты, вокал)
- 2011 — Lock Up — Necropolis Transparent (вокал в нескольких песнях)
- 2012 — Sabaton — Carolus Rex (дополнительный вокал в песне «Gott Mit Uns» и кавер-версии песни «Twilight Of The Thunder God» группы Amon Amarth)
- 2013 — Hypocrisy — End of Disclosure (гитары, вокал, клавишные, микширование)
- 2015 — Lindemann — Skills in Pills (все инструменты, бэк-вокал, микширование)
- 2016 — Pain — Coming Home
- 2018 — Immortal — Northern Chaos Gods (бас)[5]
- 2019 — Lindemann — F & M (все инструменты, микширование)
- 2021 — Pain — Party In My Head (Все инструменты, вокал)
- 2021 — Hypocrisy — Worship (гитара, вокал)
- 2022 — Joe Lynn Turner - Belly of the Beast (гитара, бас, продюсирование, микширование)
- 2024— Pain — I AM